# سامانثا ميلس
سامانثا ميلس (بالإنجليزية: Samantha Mills)‏ (و. 1992  م) هي غطاسة، أسترالية.

## روابط خارجية
- سامانثا ميلس على موقع قاعدة بيانات الغوص IAT (الألمانية)